# Avtocesta A9, Hrvaška
Avtocesta A9 je avtocesta v hrvaški Istri, ki poteka od Kaštela na meji s Slovenijo proti Pulju. Skupaj z avtocesto A8, ki se na avtocesto A9 priključi na razcepu Kanfanar, tvori omrežje Istrski ipsilon.

## Gradnja
Avtocesta A9 je bila, prvotno kot dvopasovnica z izvennivojskimi križanji, zgrajena v letih od 1991 do 2006. Gradnja prvega odseka avtoceste med Medaki in Kanfanarjem, dolgega 7,4 km, se je začela leta 1988 in bila dokončana leta 1991, vključno s 552 metrov dolgim viaduktom Limska Draga čez Limsko drago. 6,2-kilometrski odsek med Bujami in Novo vasjo je bil zgrajen med letoma 1990 in 1992. V letih 1997 do 1999 so bili dokončani vsi odseki med Medaki in Vodnjanom. Gradnja med Medaki in Umagom je potekala od leta 2003 do 2005. Zadnji je bil zgrajen najjužnejši odsek od Vodnjana do Pulja, dokončan konec leta 2006.
Širitev dvopasovnice v štiripasovno avtocesto se je začela oktobra 2008. Nadgradnja odseka med razcepom Kanfanar in Puljem je bila zaključena junija 2010, med razcepom in Umagom pa junija 2011. Dvopasovna (s po enim pasom v vsako smer) ostajata most Mirna in viadukt Limska draga.
Načrtovana je izgradnja novih vzporednih premostitvenih objektov ob mostu Mirna in viaduktu Limska Draga, s čimer bo širitev v štiripasovnico zaključena. 
Predvideno je tudi podaljšanje do 1. januarja 2023 ukinjenega mejnega prehoda Kaštel/Dragonja s Slovenijo, ko je Hrvaška vstopila v skupno schengensko območje, in je bila mejna kontrola po 32. letih ukinjena,, kjer se bo avtocesta navezala na prav tako še nezgrajeno slovensko hitro cesto H5.

## Cestnina
Avtocesta uporablja zaprti sistem cestninjenja, pri katerem se višina cestnine izračuna glede na uporabljeni uvoz in izvoz. Pred nadgradnjo avtoceste v štiripasovnico se je uporabljal odprti sistem, pri katerem je bilo plačilo cestnine zahtevano le pred mostom Mirna.